# San Vitaliano
San Vitaliano ist eine Gemeinde mit 6590 Einwohnern (Stand 31. Dezember 2023) in der Metropolitanstadt Neapel, Region Kampanien.
Die Nachbarorte von San Vitaliano sind Marigliano, Nola, Saviano und Scisciano.

## Bevölkerungsentwicklung
San Vitaliano zählt 1399 Privathaushalte. Zwischen 1991 und 2001 stieg die Einwohnerzahl von 5013 auf 5562. Dies entspricht einem prozentualen Zuwachs von 11,0 %.